# لي ايل هوا
لي ايل هوا (بالكورية: 이일화)‏ هي ممثلة كورية جنوبية. ولدت يوم 29 يناير 1971 في محافظة يونغيانغ في كوريا الجنوبية.

## روابط خارجية
- لي ايل هوا على موقع IMDb (الإنجليزية)
- لي ايل هوا على موقع قاعدة بيانات الفيلم (الإنجليزية)